# Історик (роман)
«Істо́рик» (англ. The Historian) — готично-історично-детективний роман, літературний дебют американської письменниці Елізабет Костової, що вийшов у США 2005 року.
Вийшов українською мовою 2006 року у видавництві Книжковий клуб «Клуб сімейного дозвілля» в рамках проєкту «Світові бестселери — українською».